# 調先人
調 先人（しらべ さきと、1963年9月14日 - ）は、福岡県朝倉市出身のベーシストである。

## 概要
数々のバンド活動を経て、1984年福岡でパンク・ロックバンド「泯比沙子+天皇」に参加。
1987年、バンド名を「ミン&クリナメン」と改め同年10月にはメジャーデビューするも、ほどなく解散。ナゴムに所属していた当時は、死ね死ね団などナゴムファミリーのバンドにも参加することがあった。その後、BASARAというバンドを経て1995年、真島昌利に誘われてロックバンドTHE HIGH-LOWSのベースとして活動する。
2005年にTHE HIGH-LOWSが活動休止（事実上は解散）した後、2006年夏頃からTHE HIGH-LOWSでも共に在籍していたドラマーの大島賢治と元マカロニの太田淳一とでSELKIEを結成し活動。2007年3月24日にはデビュー・アルバムを発売。2007年10月17日に脱退。現在はうつみようこGROUPやstr@y、OHIO101、大島賢治の所属しているOOTなどで活動している。
2025年4月13日、心筋梗塞を発症、一時心肺停止状態となりICUで治療を受ける。容態安定後、カテーテル手術を行った。同年7月31日に退院したことを妻がSNSにて報告した。

## 人物
- 愛称は「べっちゃん」。
- サッカーと猫が好き。ネコを飼っている。
- 酒はあまり飲めないが、飲み会には積極的に参加する。
- ピッキングスタイルは、高速ダウンピッキング・指弾きを駆使する。
- 既婚者。子どもはいない。
- 歯並びが悪い。